# Hydrovatus spadix
Hydrovatus spadix är en skalbaggsart som beskrevs av Guignot 1948. Hydrovatus spadix ingår i släktet Hydrovatus och familjen dykare. Inga underarter finns listade i Catalogue of Life.